# Рикардо Кортес
Рикардо Кортес (англ. Ricardo Cortez; 19 сентября 1900 — 28 апреля 1977), настоящее имя Джейкоб Кранц (англ. Jacob Krantz) — американский актёр.

## Биография
Родился в Нью-Йорке. До своей карьеры в кино Кранц был боксером-любителем и работал брокером на Уолл-стрит. В связи с популярностью «латинских любовников» той эпохи (Рудольф Валентино, Рамон Новарро и Антонио Морено) голливудские продюсеры изменили актёру имя с Кранц на Кортес. Актёр сыграл более чем в 100 фильмах. В 1930 году он сыграл ковбоя Джеффри в фильме «Месяц Монтаны», где его партнёршей по съёмкам была Джоан Кроуфорд..
В 1931 году Кортес вновь сыграл Спейда в докодексовом детективном фильме «Мальтийский сокол». В 1934 году Рикардо Кортес сыграл в адаптации бродвейского мюзикла «Бар удивлений», вместе с Элом Джолсоном и Долорес дель Рио. В 1936 году актёр исполнил роль Перри Мейсона в фильме «Дело о чёрном коте», снятом по одноимённому рассказу Эрла Стэнли Гарднера.
В 1926 году Кортес женился на актрисе немого кино Альме Рубенс, с которой он прожил до её смерти от пневмонии в 1931 году.
В 1960 году Кортес ушёл из кинобизнеса и вернулся в Нью-Йорк, где стал брокером в инвестиционном банке «Salomon Brothers» на Уолл-стрит.
Умер Рикардо Кортес в 1977 году. Был похоронен на кладбище Вудлон.

## Фильмография
| Год  |   | Русское название              | Оригинальное название             | Роль              |
| ---- | - | ----------------------------- | --------------------------------- | ----------------- |
| 1923 | ф | Джентльмен из Америки         | The Gentleman from America        | Бит Роль          |
| 1924 | ф | Окно спальни                  | The Bedroom Window                | Роберт Делано     |
| 1924 | ф | Аргентинская любовь           | Argentine Love                    | Хуан Мартин       |
| 1926 | ф | Поток                         | Torrent                           | Дон Рафаэль       |
| 1926 | ф | Скорбь Сатаны                 | The Sorrows of Satan              | Джеффри Темпест   |
| 1927 | ф | Частная жизнь Елены Троянской | The Private Life of Helen of Troy | Парис             |
| 1930 | ф | Месяц Монтаны                 | Montana Moon                      | Джеффри           |
| 1931 | ф | Танец за десять центов        | Ten Cents a Dance                 | Бредли Карлтон    |
| 1931 | ф | Мальтийский сокол             | The Maltese Falcon                | Сэм Спейд         |
| 1932 | ф | Плоть                         | Flesh                             | Ники              |
| 1932 | ф | Тринадцать женщин             | Thirteen Women                    | Барри Клайв       |
| 1932 | ф | Симфония шести миллионов      | Symphony of Six Million           | Феликс Клаубер    |
| 1934 | ф | Большое потрясение            | The Big Shakedown                 | Барнс             |
| 1934 | ф | Бар удивлений                 | Wonder Bar                        | Гарри             |
| 1935 | ф | Специальный агент             | Special Agent                     | Александр Карстон |
| 1936 | ф | Разгуливающий мертвец         | The Walking Dead                  | Нолан             |
| 1946 | ф | Медальон                      | The Locket                        | Дрю Боннер        |
| 1947 | ф | Шантаж                        | Blackmail                         | Зигги Крэнстон    |
| 1958 | ф | Последний салют               | The Last Hurrah                   | Сэм Вайнберг      |